# Rhizanthella gardneri
Espèce
Statut CITES
Classification phylogénétique
Rhizanthella gardneri est une espèce de plante du genre Rhizanthella de la famille des orchidées. L'espèce est endémique de l'ouest de l'Australie.
Menacée d'extinction, elle fait partie de la liste des 100 espèces les plus menacées au monde établie par l'UICN en 2012.

## Description
Rhizanthella gardneri est une orchidée mycohétérotrophe entièrement souterraine qui se développe sous la surface et perce le sol lors de la floraison, de mai à juillet. La plante est blanche sans feuilles et constituée d'un tubercule charnu, qui produit un capitule composé d'environ 150 fleurs rose pourpre de 5 mm de diamètre. 

## Biologie
Cette espèce rare semble limitée aux habitats dominés par les espèces du complexe Melaleuca uncinata, avec lequel elle entretient une relation parasitaire, par l'intermédiaire d'un champignon mycorhizien. Ceci dans le but d'acquérir des glucides et des nutriments issus de la photosynthèse de l'arbuste. Ce champignon pourrait être Thanatephorus gardneri ou d'autres espèces du genre Ceratobasidium (en). 
Rhizanthella gardneri se reproduit végétativement à raison d'une moyenne de 3 tubercules par an. La reproduction sexuée, mal connue, est vraisemblablement assurée par des insectes attirés par le parfum de la fleur tels que des termites, des moucherons mycophiles ou des guêpes. Une fois pollinisée, elle met six mois à arriver à maturité et libérer ses graines. Puis l'appareil reproducteur se dégrade. Il se peut que de petits marsupiaux au mode de vie souterrain furent d'importants agents de dispersion des graines. Malheureusement, ces espèces ont aujourd'hui disparu des zones concernées.

## Distribution
Découverte dans la Wheatbelt dans le sud-ouest de l'Australie occidentale en 1928, cette espèce est aujourd'hui connue de seulement deux populations isolées. Cependant, ces deux stations différent considérablement des points de vue chimie du sol, structure et productivité des Melaleuca ; ce qui suggère que le transfert de cette espèce dans des sites avec une végétation similaire pourrait être une option viable pour sa survie.
Cette espèce est protégée par la convention internationale CITES.